# 보리스 바르네트

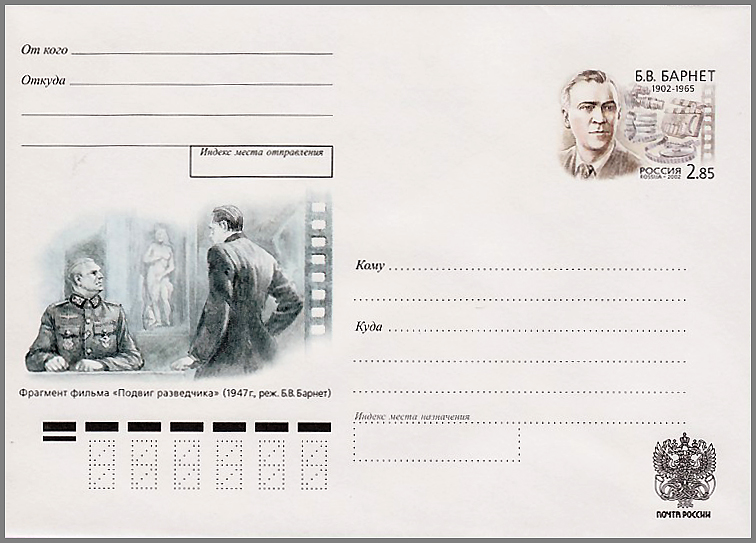

보리스 바르네트(Boris Barnet, 1902년 6월 5일 ~ 1965년 1월 8일)는 소련의 배우, 영화 감독, 각본가이다.
모스크바에서 태어났으며 리가에서 사망하였다.

## 영화
- 저 푸른 바다로 (1936년)
- 변경 (1933년)
- 뚜르누예의 집 (1928년)
- 모자 상자를 든 소녀 (1927년)
- 미쓰 멘드 (1926년)
- 체스 피버 (1925년)